# Brandstatt (Hunderdorf)
Brandstatt ist eine Siedlung bei Au vorm Wald. Der Weiler ist ein Ortsteil der Gemeinde Hunderdorf im niederbayerischen Landkreis Straubing-Bogen.

## Lage
Brandstatt liegt etwa 400 m östlich von Au vorm Wald und 2,2 Kilometer nordöstlich von Hunderdorf auf einer Höhe von 435 m. In der Außenbereichssatzung wird Brandstatt hinsichtlich seiner Siedlungsstruktur als „im Außenbereich gelegene Splittersiedlung“ eingestuft, die jedoch „nicht mehr überwiegend landwirtschaftlich geprägt“ sei.

## Geschichte
Der Weiler Brandstadt (alte Schreibweise) gehörte zu der Hofmark Au vorm Wald im Landgericht Mitterfels. Bei der Gemeindebildung in Bayern 1818 wurde Brandstatt Teil der Gemeinde Au vorm Wald. 1861 hatte der Ort sechs Gebäude und elf Einwohner, die Quelle von 1867 schrieb bereits Brandstatt. Mit der Gemeinde Au vorm Wald wurde Brandstatt 1946 in die Gemeinde Steinburg eingemeindet und mit dieser im Rahmen der Gebietsreform in Bayern 1978 nach Hunderdorf.

## Bevölkerung
Bei der Volkszählung in der Bundesrepublik Deutschland 1987 wurden vier Gebäude mit Wohnraum und 15 Einwohner erfasst.